# Artibeus jamaicensis
Artibeus jamaicensis är en däggdjursart som beskrevs av Leach 1821. Utbredningsområdet är Centralamerika och Karibien. Artibeus jamaicensis ingår i släktet Artibeus, och familjen bladnäsor. IUCN kategoriserar arten globalt som livskraftig. Inga underarter finns listade.
En population lever på Florida Keys i USA.

## Utseende
Arten är med en vikt av cirka 40 g ganska stor och den saknar svans. Liksom andra bladnäsor har den en bladformig hudflik på näsan. Pälsens färg är allmänt brun. Några individer har två vitaktiga strimmor från näsan till hjässan. Artibeus jamaicensis har 30 tänder i över- och underkäken. Vuxna exemplar är cirka 80 mm långa, saknar svans, har 54 till 60 mm långa underarmar, cirka 17 mm låga bakfötter och ungefär 22 mm stora öron.

## Ekologi
När individerna letar efter föda bildar de vanligen flockar som kan ha hundra eller fler medlemmar. Vid viloplatsen delas flocken i mindre grupper. Det finns haremsgrupper med 3 till 14 honor och en hane samt ungkarlsgrupper med upp till tre hanar. Artibeus jamaicensis sover i grottor, i trädens håligheter eller under stora blad som omvandlas till ett slags tält. Den kan även vila i byggnader.
Den egentliga dräktigheten varar 112 till 120 dagar. Ibland vilar ägget en tid efter befruktningen och ungarna (vanligen tvillingar) föds cirka 177 dagar senare. Efter ungefär 66 dagar slutar honan med digivning och cirka två veckor senare är ungarna lika stora som de vuxna djuren. Hanar blir könsmogna 8 till 12 månader efter födelsen och även honor får ingen unge under första levnadsåret. Några individer lever sju år i naturen och en individ i fångenskap levde 10 år.
Denna fladdermus äter främst fikon och andra frukter. I mindre mått ingår nektar, pollen och kanske insekter i födan. Arten har läten som kan användas för ekolokaliseringen men den hittar frukterna främst med synen och lukten. Dessutom finns andra läten för kommunikationen mellan individerna.